# Cor Luli
Cor Luli (Corluli, Korlule) ist eine osttimoresische Aldeia im Suco Ritabou (Verwaltungsamt Maliana, Gemeinde Bobonaro). 2015 lebten in der Aldeia 1633 Menschen.

## Geographie
Cor Luli liegt im Nordwesten des Sucos Ritabou. Nordwestlich liegt die Aldeia Halecou und nordöstlich die Aldeia Moleana. Im Südwesten grenzt Cor Luli an den Suco Holsa und im Südosten an den Suco Odomau. Im Zentrum befindet sich der Ort Cor Luli.

## Politik
2023 wurde Salvador B. de Jesus Martins zum Chefe de Aldeia gewählt.